# Centropus anselli
Centropus anselli е вид птица от семейство Cuculidae.

## Разпространение
Видът е разпространен в Ангола, Габон, Екваториална Гвинея, Камерун, Република Конго, Демократична република Конго и Централноафриканската република.